# Раста (косичка)

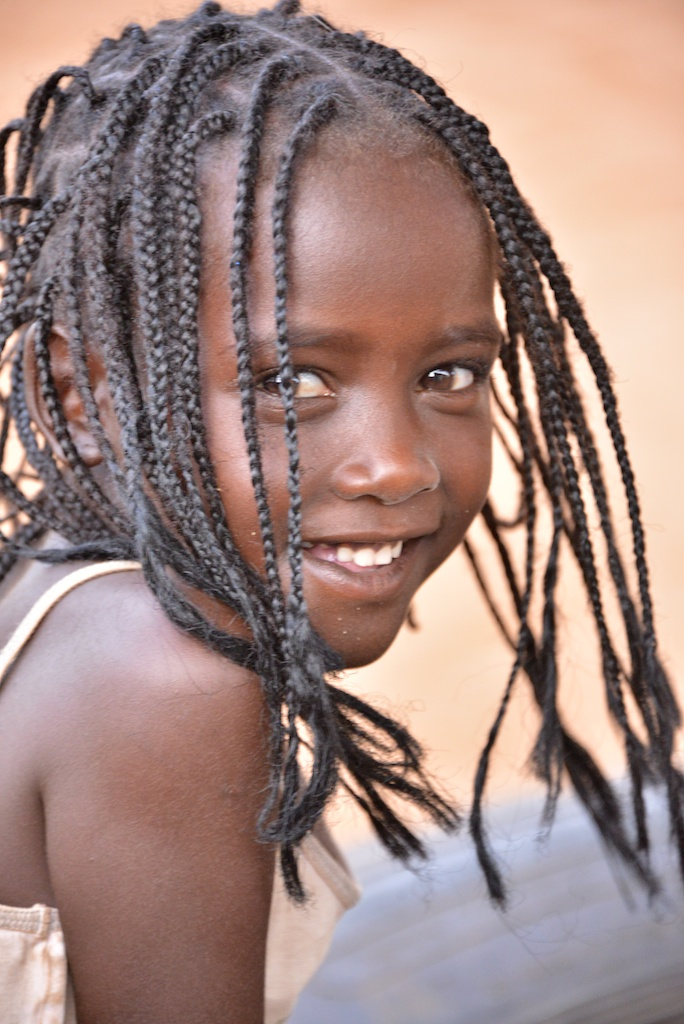
Девочка из Эфиопии с растами

Ра́ста, ра́сточка (rasta от англ. rastafarian — растафарианство) — это небольшая прядь волос в виде косички, оплетённая по кругу «вяжевом» (как называют среди хиппи и ролевиков мулине или любые другие нитки, которыми можно плести фенечки и расты) с бусинками, бубенчиками и всем, на что хватит фантазии.

## История
Расты появились впервые в 1960-е годы среди движения хиппи. Ошибочно считается, что позаимствованы культурой растафарианства, однако расты рассматриваются как более безопасная альтернатива дредам.